# Stine Jørgensen
Pour les articles homonymes, voir Jørgensen.

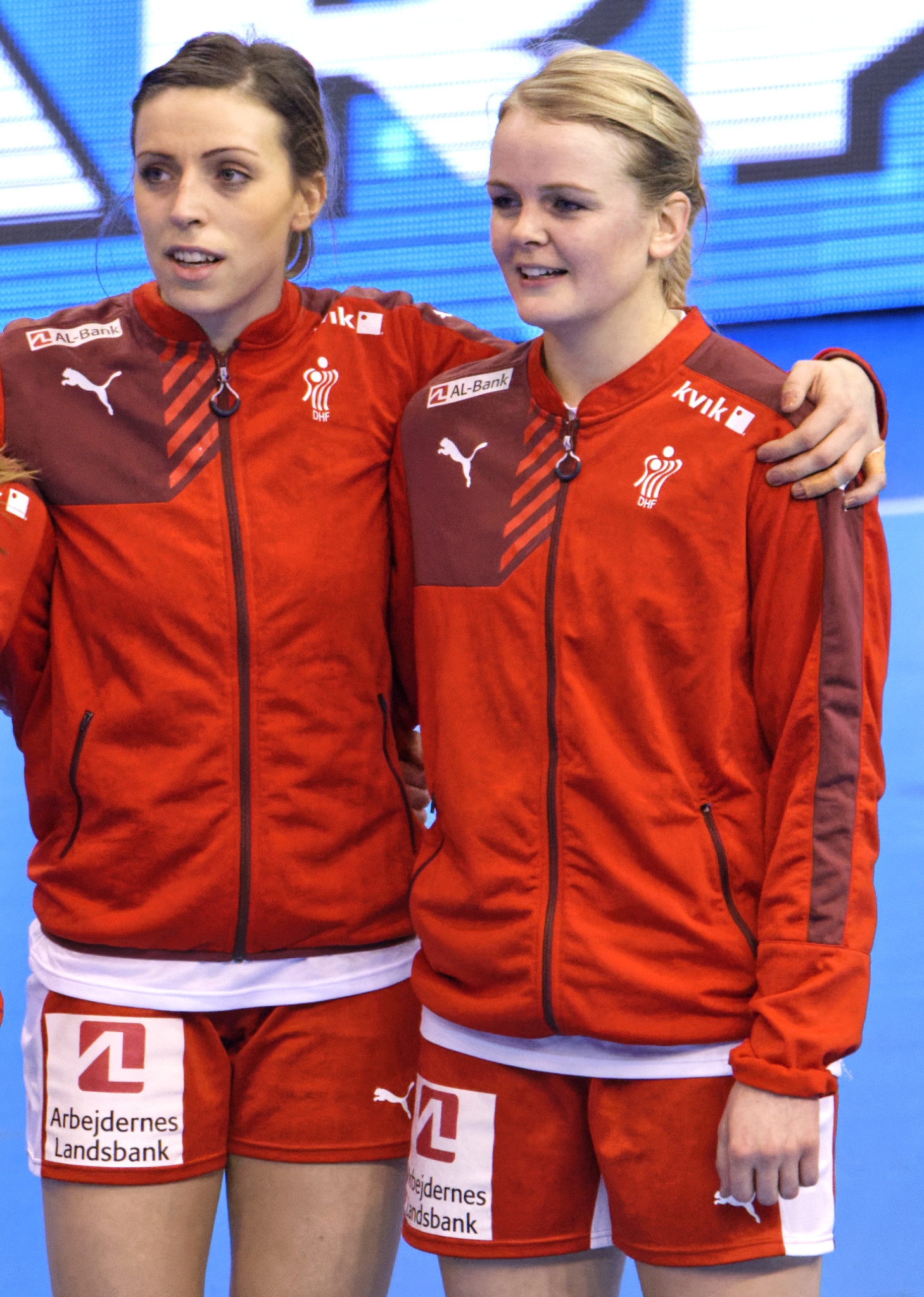
Stine Jørgensen (à droite) aux côtés d'Olivera Jurisic en 2015.

Stine Østergaard Jørgensen, née le 3 septembre 1990 à Dronninglund, est une handballeuse internationale danoise évoluant au poste d'arrière gauche.

## Biographie
Stine Jørgensen est l'épouse du joueur danois de badminton Jan Ø. Jørgensen.

## Palmarès

### En club
compétitions internationales
- Coupe des vainqueurs de coupe (C2)
  - vainqueur (1) : 2015
- Ligue européenne (C3)
  - vainqueur (1) : 2022

compétitions nationales
- Championnat du Danemark
  - vainqueur (1) : 2015
  - deuxième (5) : 2009, 2014, 2016, 2018, 2020
- Coupe du Danemark
  - vainqueur (1) : en 2015 et 2016
  - finaliste (3) : 2016, 2018, 2019
- Championnat d'Allemagne
  - vainqueur (1) : 2022
  - Deuxième (1) : 2021
- Coupe d'Allemagne
  - vainqueur (2) : 2021, 2022 et 2023
- Supercoupe d'Allemagne
  - vainqueur (1) : 2021

### En sélection
championnats du monde
- 3e du  en championnat du monde 2013[3]

autres
- troisième du championnat du monde jeunes en 2008

### Distinctions individuelles
- élue meilleure joueuse du championnat du Danemark en 2012[4]